# E-Urząd
e-urząd – platforma elektroniczna, dzięki której można załatwiać sprawy w urzędzie, przez internet bez konieczności fizycznego kontaktu z urzędem.
e-urząd składa się zazwyczaj ze zbioru uporządkowanych tematycznie formularzy elektronicznych, odpowiadających formularzom papierowym, które trzeba by ręcznie wypełniać i składać przy załatwianiu określonych spraw. E-urząd składa się również z elektronicznej skrzynki podawczej, która odsyła petentowi formularz opatrzony urzędowym potwierdzeniem odbioru, natomiast druga kopia jest przekazywana do elektronicznego obiegu dokumentów w urzędzie. Po załatwieniu sprawy – urząd przesyła odpowiedź, która przechodzi przez elektroniczną skrzynkę podawczą i trafia do e-urzędu. Po zalogowaniu – petent ma możliwość pobrania stosownych dokumentów.
Na e-urząd składają się następujące elementy:
- formularze elektroniczne
- moduł weryfikacji podpisu elektronicznego
- elektroniczna skrzynka podawcza,
- moduł elektronicznych urzędowych poświadczeń odbioru
- system elektronicznego obiegu dokumentów
- interaktywna strona WWW, pełniąca rolę interfejsu dla petenta.

W Polsce możliwość tworzenia e-urzędów wprowadziła ustawa o podpisie elektronicznym z 18 września 2001. Jednakże wprowadzone ostre normy dla kwalifikowanego podpisu elektronicznego i zapis o konieczności posługiwania się nim przez petentów przy składaniu e-wniosków i e-deklaracji, spowodowały, że e-urzędy nie stały się w Polsce popularnym sposobem załatwiania spraw urzędowych. Do grudnia 2008 wydano w Polsce 179 000 podpisów kwalifikowanych a Ministerstwo Gospodarki ogłosiło przygotowanie nowelizacji ustawy o e-podpisach mającą na celu ich uproszczenie i zmniejszenie kosztów ich nabywania Pierwsze zmiany ustawowe w zakresie upowszechniania e-urzędów zostały wdrożone ustawą o informatyzacji urzędów państwowych z dnia 8 stycznia 2010, zaś prace nad projektem nowej ustawy o e-podpisie się przeciągnęły, została ona złożona do Sejmu przez Radę Ministrów dopiero 28 kwietnia 2010. i czeka na rozpatrzenie przez Sejm